# Сорокин, Виктор Степанович
Виктор Степанович Сорокин (11 ноября 1930) — советский хоккеист и футболист, хоккейный судья всесоюзной (1963) и международной (1972) категории.

## Биография
Родился 11 ноября 1930 года.
В 1951—1963 годах выступал за различные хоккейные команды, в том числе московский ВВС-2 и ленинградский ЛИИЖТ. В футболе выступал за клубную команду ВВС.
В сезоне 1957/1958 стал чемпионом РСФСР в составе ленинградского ЛИИЖТа. 
С 1962 года занимался судейством хоккейных матчей, а с 1963 года судил матчи высшей лиги. Работал на матчах с профессионалами из НХЛ. В период с 1965 по 1976 гг. неоднократно включался в списки лучших хоккейных судей СССР. Проводил воспитательную работу, подготовку молодых хоккейных судей и студентов по специальности хоккейный судья. Являлся Председателем учебно-методической комиссии Всесоюзной коллегии судей по хоккею с шайбой. В 1977—1980 годах — председатель Всесоюзной коллегии судей.
Имел военное образование и в период судейской карьеры служил в рядах Советской Армии.